# 東平尾公園博多の森陸上競技場
東平尾公園博多の森陸上競技場（ひがしひらおこうえん・はかたのもりりくじょうきょうぎじょう）は、福岡県福岡市博多区の東平尾公園内にある陸上競技場。施設は福岡市が所有し、福岡市森と緑のまちづくり協会が指定管理者として運営管理を行っている。

## 概要
1990年に開催された第45回国民体育大会（とびうめ国体）の主会場としての利用を目的として建設された日本陸上競技連盟公認第一種陸上競技場。本競技場の完成を機に、平和台陸上競技場（中央区）で開催されてきた主要陸上競技大会の多くが本競技場での開催に切り替えられた。
博多の森球技場が出来るまでJリーグの試合も行われていた（1993年から1994年にかけて12試合）ほか、1994年にはジャパンフットボールリーグで、この翌年・1995年に福岡へ移転が決まっていた中央防犯FC藤枝ブルックス（現在のアビスパ福岡）の主催試合が本拠地移転のアピールの一環として2試合開催された。1995年の博多の森球技場完成後はJリーグ・JFLでの試合は基本的に同球技場で開催され、陸上競技場での開催は2003年10月13日に行われたJ2第38節・アビスパ福岡vs湘南ベルマーレの1試合のみだったが、2019年は博多の森球技場（レベルファイブスタジアム）でラグビーワールドカップ2019に向けた改修工事が行われたことから、博多の森陸上競技場にて9試合が開催された。

## 施設概要
トラックはウレタン系舗装の400mトラックが9レーン、フィールドは天然芝で、夏芝（ティフトン419）と冬芝（サツキワセ）のオーバーシードが行われている。
スタンドはメインスタンド（1万人収容）の一部に屋根があるのみで、サイドスタンド一体型のバックスタンド（2万人収容）には屋根がない。

## 主な開催競技
- 1995年夏季ユニバーシアード：陸上競技
- 第13回IAAFグランプリファイナル（1997年）
- 第12回アジア陸上競技選手権大会（1998年）
- 平和台ボウル（1992年から2007年まで不定期に開催）
- なでしこリーグ・福岡J・アンクラスのホームゲーム
- 第60回全日本実業団対抗陸上競技選手権大会（2012年）
- 第50回全国高等専門学校体育大会陸上競技（2015年）
- 第103回日本陸上競技選手権大会（2019年）[3]
- 第77回全国高等学校総合体育大会陸上競技大会(2024年)

## 交通アクセス
- 西鉄バス「福岡空港前」バス停（地下鉄福岡空港駅4番出口前）から【3】「宇美営業所」行き及び【無番】「イオンモール福岡」行きにて「博多の森競技場前」バス停下車